# Узел звонаря
У́зел звонаря́ (англ. Bell Ringer’s Knot) — бытовой серединный временный укорачивающий конец верёвки узел. Ходовой конец верёвки складывают петлёй вверх, поднимают до необходимой высоты и полуштыком, сделанным коренным концом, закрепляют на верёвке. Задачей узла является предохранение витой верёвки из растительного материала от соприкосновения с влажной землёй и лужей, вероятного гниения верёвки и возможного обрыва. Когда приходило время звонить в колокол, верёвку было возможно легко удлинить, дёрнув за ходовой конец. Узел звонаря является сравнительно старым бытовым узлом, половиной морского узла «колышка», придуманного для укорочения провисшей середины троса.
Подобным образом возможно подвесить сложенную в бухту верёвку, которая тяжелее, для чего делают дополнительный полуштык (или несколько полуштыков) коренным концом верёвки вокруг бухты, что является отдельным двойным узлом звонаря, который надёжнее обычного узла звонаря. На флоте применяли отдельный узел, похожий на узел звонаря, однако завязанный в перевёрнутом виде и прихваченный намеренно сделанной слабой схваткой к коренному концу, когда узел доходил до блока, схватка обрывалась, и трос удлинялся на пару необходимых метров.

## Способ завязывания
- Последовательный способ завязывания
- 1. Сложить конец верёвки в форме Z петлёй вверх.
- 2. Сделать колышку на коренном конце верёвки.
- 3. Вставить петлю в колышку.

## Применение
В быту
- В качестве укорачивающего верёвку узла

На флоте
- Подвес нового троса для предохранения его от намокания и гниения[3]